# El asesino ha reservado nueve butacas
El asesino ha reservado nueve butacas (cuyo título original italiano es  L'assassino ha riservato nove poltrone) es una película estrenada el 21 de mayo de 1974, dirigida por Giuseppe Bennati. Pertenece a un subgénero muy frecuentado por el cine italiano a finales de los 60 y principios de los 70, el giallo, una variante del thriller.

## Argumento
Patrick Davenant (Chris Avram) sale de una fiesta en compañía de algunos familiares y amigos, con la intención de visitar un viejo teatro propiedad de su familia, nunca usado pero mantenido siempre en orden. Mantienen relaciones entre ellos. Al llegar, vienen acompañados de un hombre misterioso al que ninguno conoce. Patrick se casó en segundas nupcias con Kim (Janet Agreen); con ellos se encuentra además Vivian (Rosanna Schiaffino), que debe casarse antes de un año.
Sobre el teatro pesa una maldición del siglo segundo,la cual cada cien años pone un ataúd para todo aquel que vaya a visitarlo. Entonces, la puerta se cierra sin que puedan hacer nada para abrirla, y el teléfono no funciona. 
Se produce un atentado contra la vida de Patrick, que no tiene éxito, pero que hará que los allí encerrados se mantengan a la expectativa sobre lo que sucederá a continuación...

## Reparto
- Rosanna Schiaffino .... Vivian
- Chris Avram .... Patrick Davenant
- Eva Czemerys .... Rebecca Davenant
- Lucretia Love .... Doris
- Paola Senatore .... Lynn Davenant
- Gaetano Russo .... Duncan Foster
- Andrea Scotti .... Albert
- Eduardo Filipone .... hombre misterioso
- Luigi Antonio Guerra .... el cuidador
- Howard Ross .... Russell
- Janet Agren .... Kim

## Escenarios de rodaje
- La película se rodó en el Teatro Gentile, ubicado en la ciudad italiana de Fabriano, en la Provincia de Ancona, en la Región de las Marcas.[1]

## Títulos
- 9 fores dolofonos ( Grecia, título en video)
- El asesino ha reservado nueve butacas ( España, salas de cine)
- L'assassino ha riservato nove poltrone ( Italia, salas de cine)
- O dolofonos kratise 9 kathismata ( Grecia, título en video)
- The Killer Reserved Nine Seats ( Estados Unidos, versión doblada)

## Críticas
En su Guía del vídeo-cine, Carlos Aguilar escribía sobre El asesino ha reservado nueve butacas: Una película no del todo desdeñable, abiertamente <<fantastique>>, violenta y con sus dosis de erotismo. [...] Uno de los últimos papeles estelares de la entrañable Rosanna Schiaffino.